# O Herre Gudh, tin helga Ord
O Herre Gudh, tin helga Ord är en psalm som 1536 presenterades med orden: En song om gudz ord emoot menniskioras stadgar. Texten har nio 8-radiga verser. Inför publiceringen av 1695 års psalmbok genomfördes några smärre textförändringar, om vilka Högmarck (1736) kortfattat säger att de är icke af serdeles werde .

## Publicerad i
- Swenske Songer eller wisor 1536 med titeln O herre gud tijn helga ord under rubriken "En song om gudz ord emoot menniskiors stadgar".[2]
- 1572 års psalmbok med titeln O HERre Gudh tijn helgha ord under rubriken "Te Lucis ante terminum".[3]
- Göteborgspsalmboken under rubriken "Om Gudz Ord och Försambling".[4]
- 1695 års psalmbok som nr 222 under rubriken "Om Gudz Ord och Församling".
- Finlandssvenska psalmboken 1986 som nr 197 under rubriken "Guds ord" med titelraden "Du sänt oss, Gud, ditt helga ord".
- Luthersk psalmbok 1996, som nr 793 med titeln "O Herre Gud, ditt helga Ord"

## Fotnoter
1. ↑  Högmarck, Lars Psalmopoeographia, Stockholm, 1736.
2. ↑   Swenske songer eller wisor nuu på nytt prentade, forökade, och under en annan skick än tilförenna utsatte. Stockholm. 1536. sid. XXXVII. Libris 19748517
3. ↑   Then Swenska Psalmeboken förbätrat och medh flere Songer förmerat och Kalendarium. Stockholm: Amund Laurentzson. 1572. sid. LXXXVI. Libris 13554587
4. ↑  Lyster, Jens; Margareta Brogren (2002). Een wanligh psalmbook. Göteborgspsalmboken 1650. Göteborg: Göteborgs stiftshistoriska sällskap, Tre Böcker Förlag AB. sid. 90-93. Libris 8420225. ISBN 9170294771